# Tisovec
Tisovec (Tisowec (1773), Taxovia, tyska Theissholz) är en stad i södra Slovakien.  Tisovec är beläget i närheten av karstregionen Muránska planina. I staden finns mekanisk industri och gruvdriftsindustri.
Författarna Štefan Marko Daxner och Terézia Vansová samt politikern Vladimír Clementis är födda i Tisovec.